# Мафия нового поколения
Мафиозные группировки нового поколения, в отличие от традиционных мафиозных структур, используют возможности цифровой эпохи. Эти организованные преступные группировки могут действовать на уровне отдельных районов и районов, а в конечном итоге расширяться до масштабов всей страны. Эти группировки занимаются такими видами деятельности, как киберпреступность, наркоторговля, отмывание денег, незаконные ставки, вымогательство и мошенничество. В отличие от традиционных мафиозных структур, они эффективно используют технологии и социальные сети.
Эти организации, в состав которых в основном входят представители поколений Y и Z, вдохновлены мультфильмами 1990-х годов и берут себе такие названия, как «Касперы», «Далтоны» и «Редкитс».
Эти организации, обладая развитыми коммуникационными сетями, часто образуют союзы во время враждебных инцидентов. Вражда, начавшаяся между бандами «Ануджур» и «Гюндогмуш», переросла в сложный конфликт с участием преступных группировок «Барыш Бойун», «Далтонс», «Халил Ай», «Ферхат Йешилкая» и «Редкитлер». Союз между «Барыш Бойун» и «Далтонс» был особенно заметным в течение некоторого времени.
Заказные убийства также характерны для нового поколения мафии. Йован Вукотич, лидер мафии «Скаляри», одной из крупнейших сербских мафиозных группировок, был убит группировкой «Барыш Бойун» в Стамбуле.
Эти организации, эффективно использующие социальные сети, ведут пропаганду через свои аккаунты в социальных сетях и вербуют молодых людей в возрасте от 20 до 25 лет из анатолийских городов в качестве киллеров для банды.
В 2024 году Демократическая партия подала в Великое национальное собрание Турции ходатайство о расследовании создания этих мафиозных организаций нового поколения и причин их безнаказанности.

## Банды нового поколения привлекают внимание

#### Барыш Боюн банда
Барыш Боюн, родившийся в Малатье в 1984 году, — один из самых известных мафиозных лидеров нового поколения. До 2017 года у него была своя местная группировка в Бейоглу, но со временем его сеть расширилась и включила в себя международную преступную деятельность. Убийство сербского мафиози Йована Вукотича и запланированный взрыв лидера группировки «Сарал» Бурханеттина Сарала — вот лишь некоторые из наиболее заметных преступных деяний Барыша Боюна.
Экстрадиция Барыша Боюна в Турцию была одной из тем, обсуждавшихся на встрече премьер-министра Италии Джорджии Мелони и Реджеп Тайип Эрдоган в Стамбуле в 2024 году. В настоящее время Барыш Боюн находится под стражей в Италии. Его экстрадиция в Турцию не состоялась.

#### Банда Далтона
Банду возглавляет Джан Далтон (Бераджан Гёкдемир), родившийся в Батмане в 1997 году. Он привлёк к себе внимание своим союзом с Барышем Боюном. Он известен убийствами на мотоцикле Халила Ая и членов банды «Редкитлер». В случае с Диланом Полатом и Энгином Полатом, расстрелявшими салон красоты Бану Парлак, нападение, предположительно, было совершено Далтонами.
Бератджан Гёкдемир в настоящее время находится в тюрьме в Грузии. После ареста Гёкдемира лидер Ахмет Мустафа Тимо (Тимоджан) занял видное положение в банде. После ареста Тимокана в Ираке и его экстрадиции в Турцию банда Далтона совершила вооружённое нападение на иракское консульство в Турции.
В Турции приняты меры в отношении Берата Джана Гёкдемира, позывного «Джан Далтон», беглого лидера преступной организации «Далтоны», который был пойман и арестован в Москве, столице России, в то время как находился в розыске по «красному» уведомлению. Запрошена его экстрадиция.

#### Банда Редкитов
Её возглавляет Ферхат Мардин (Ферхат Делен), уроженец Мардина. Группировка действует в районе Енибосна в Стамбуле. Она пользуется влиянием в фан-группе футбольного клуба «Фенербахче», известной как «Генч Фенербахче». Она известна своей враждебностью к бандам «Барыш Бойун» и «Далтонлар» и покушениями на их жизнь. Она входит в число преступных организаций, причастных к убийству шести членов банды «Барыш Бойун» и «Далтонлар» в Греции.

#### Банда Байгаралар
Её возглавляет Рамазан Байгара, родившийся в Адане в 1998 году. Эта банда, происходящая из Аданы и состоящая из более чем 270 членов, со временем занялась незаконной деятельностью на обширной территории, включая Урфу, Кыркларели, Батман, Стамбул, Измир и Анкару. Она известна своей враждой с бандами Чогачлар и Ширинлер, которые действуют в Адане. Брат Рамазана Байгара, Бедирхан Байгара, был убит бандой Чогачлар. Убийство Дженка Челика, оскорбившего Седата Пекера в социальных сетях, было совершено бандой Байгаралар. Некоторое время она была в союзе с бандами Барыш Бойун и Далтонлар.
Рамазан Байгара, в отношении которого был выпущен бюллетень Интерпола, был арестован в Греции в 2024 году и был объявлен в Турцию, однако в мае 2025 года его освободили при условии, что он не покинет дом, определенный греческими властями.

#### банда Каспера
Её возглавляет Хамуш Атиз, родом из Мардина. Эта банда действует в Стамбуле и Мардине. Она враждует с бандой «Далтонлар». В столкновениях погибло множество людей с обеих сторон.
Название банды всплыло в основных средствах массовой информации после мученической смерти полицейского Шейды Йылмаз, убитого членом банды Касперлар.
Недавно банда привлекла к себе внимание всей страны убийством Маттиа Ахмета Мингуцци. Четырнадцатилетний Ахмет Мингуцци был убит членом банды «Касперлер» в районе Кадыкёй в Стамбуле. Позже банда осквернила могилу Мингуцци и угрожала его семье текстовыми сообщениями.

## Конфликт между Гундогмусом и Анукуром
Банда «Ануджурлар», возглавляемая Инаном Анучуром (родился в 1988 году), и банда «Гюндогмушлар», возглавляемая Угурканом Гюндогмушем (родился в 1995 году), — две влиятельные преступные организации в районе Кягытхане, Стамбул. Столкновение между этими двумя группировками в Кягытхане в 2020 году позже включало в себя банды «Барыш Бойун», «Далтоны», «Редкитс», «Халил Ай», «Ферхат Йешилкая» и «Эмрах Айверди». В столкновениях, которые продолжаются и по сей день, погибло более 20 человек, включая главарей банд Инана Ануджура, Халила Ай и Ферхата Йешилкая.